# 中国共产党福建省委员会 (1938年—1947年)
中国共产党福建省委员会，简称中共福建省委，是中国共产党基于第二次国共合作而在抗日战争期间在福建省建立的支部机关，隶属于中共中央东南分局。:17
1938年5月，中共中央长江局决定合并闽浙赣特委和闽东特委，组建中共福建省委。1947年1月，中共将福建省委改组为闽浙赣省委，1949年6月第二次国共内战后期，新的中共福建省委在苏州成立，建瓯会师后，闽浙赣省委与南下的中国人民解放军长江支队一同归并福建省委管辖。:564-565:81

## 成立背景
中国工农红军主力长征后，留在福建的中国共产党开展了南方三年游击战争，九一八事变后，共产党要求建立全国民族统一战线以一同抗日，但国军在攘外必先安内的政策下仍然大力围剿南方的共产党游击队。西安事变后，在闽游击队向福建省政府提出多次统一抗日的交涉，1937年7月，抗日战争全面爆发，10月26日上午，来自台湾的日军登陆金门，县长邝汉弃城逃走，当日中午金门沦陷。
1937年9月，中共闽东特委改其政权组织“中华苏维埃人民共和国闽东军政委员会”为“闽东抗日军政委员会”，向中华民国政府提出“停止内战，枪口对外，一致抗日，愿意改编和拥护蒋委员长抗战”等主张，与此同时，闽东特委采取“以打迫谈”的策略，在民国政府及国军继续全面清剿共产党武装的局面里，分别在浙江庆元和宁德亲母岭击败了试图袭击闽东红军独立师的国军，同时，八路军总参谋长叶剑英给当时福建省保安三旅旅长黄苏派发电报，福建省政府主席陈仪在共产党压力下委派黄苏为代表，与闽东特委常委、闽东红军独立师政治部主任范式人为代表的闽东特委前后举行了三轮谈判，当局最终同意了闽东特委所提出的5项谈判条件，1937年12月底与途经福州前往南昌新四军军部介绍任务的闽东特委书记叶飞最终谈定协议，闽东红军独立师改编为新四军三支队六团北上，福建的报纸公开发表《中国共产党闽东特委共赴国难宣言》。此后，范式人接任中共闽东特委书记兼组织部长。

## 历史
1938年1月，中共闽赣省委改组为中共闽浙赣特委。5月，中共中央长江局下令将闽浙赣特委与闽东特委合并为中共福建省委。根据东南分局和中共中央大量发展党员的指示，福建省委成立后，一面把支部组织建立在隐蔽的乡村地区，一面以新四军办事处等合法名义吸收新党员。5月下旬，范式人到江西南昌接受组建中共福建省委的任务，并同中共中央长江局委员兼东南分局书记项英及东南分局委员黄道等研究了省委领导机构的人选。6月初，范式人返回崇安县坑口乡村头村，向曾镜冰汇报了长江局与东南分局的决定，中共福建省委正式成立，省委书记曾镜冰，常委薛尚实、范式人、王助、汪林兴，委员左丰美、郭文焕、俞雅鹿。8月，省委召开扩大会议，宣布范式人为省委军事部部长。1939年3月省委常委薛尚实任组织部长，4月离任，由范式人代理组织部部长，同时仍任军事部部长。7月，左丰美接任军事部部长，范式人专任省委组织部部长。